# Víctor Hugo Morales
Víctor Hugo Morales (Cardona, 26 de dezembro de 1947) é um jornalista, radialista, locutor esportivo e escritor uruguaio, radicado na Argentina.

## Biografia
Sua atividade jornalística começou em 1966, quando aos 19 anos começou a trabalhar na Rádio Colônia, da cidade uruguaia de Colônia do Sacramento. No ano seguinte foi trabalhar na Rádio Oriental de Montevidéu, onde permaneceu até 1981.
Em 1981, transferiu-se para a Argentina, onde trabalhou na Rádio El Mundo de Buenos Aires e depois passou pela Rádio Mitre. Chegou à Rádio Continental em 1987, onde permaneceu até 2015.
É reconhecido na Argentina e internacionalmente pelo apelido dado a Diego Armando Maradona de El barrilete cósmico, quando narrava um jogo do astro argentino. Maradona havia marcado o segundo gol da Argentina sobre a Inglaterra, em partida válida pela quartas-de-finais da Copa do mundo de 1986, no México.. Morales foi demitido da Rádio Continental devido a inconsistências no contrato, o que foi polemizado como "censura" por sua parte.